# Yorgen Cova
Yorgen José Cova Pulido (19 de febrero de 1988) es un luchador venezolano de lucha grecorromana. Compitió en tres Campeonatos Mundiales consiguiendo la 20.ª posición en 2014. Ganó una medalla de bronce en los Juegos Panamericanos de 2011. Obtuvo la madalla de oro en los Juegos Suramericanos de 2014. Conquistó segundo lugar en los Juegos Centroamericanos y del Caribe de 2014 y en Juegos Bolivarianos de 2013 y 2017. Consiguió dos medallas de bronce en el Campeonato Panamericano, de 2011 y 2016.